# IJzertijdboerderij (Reijntjesveld)

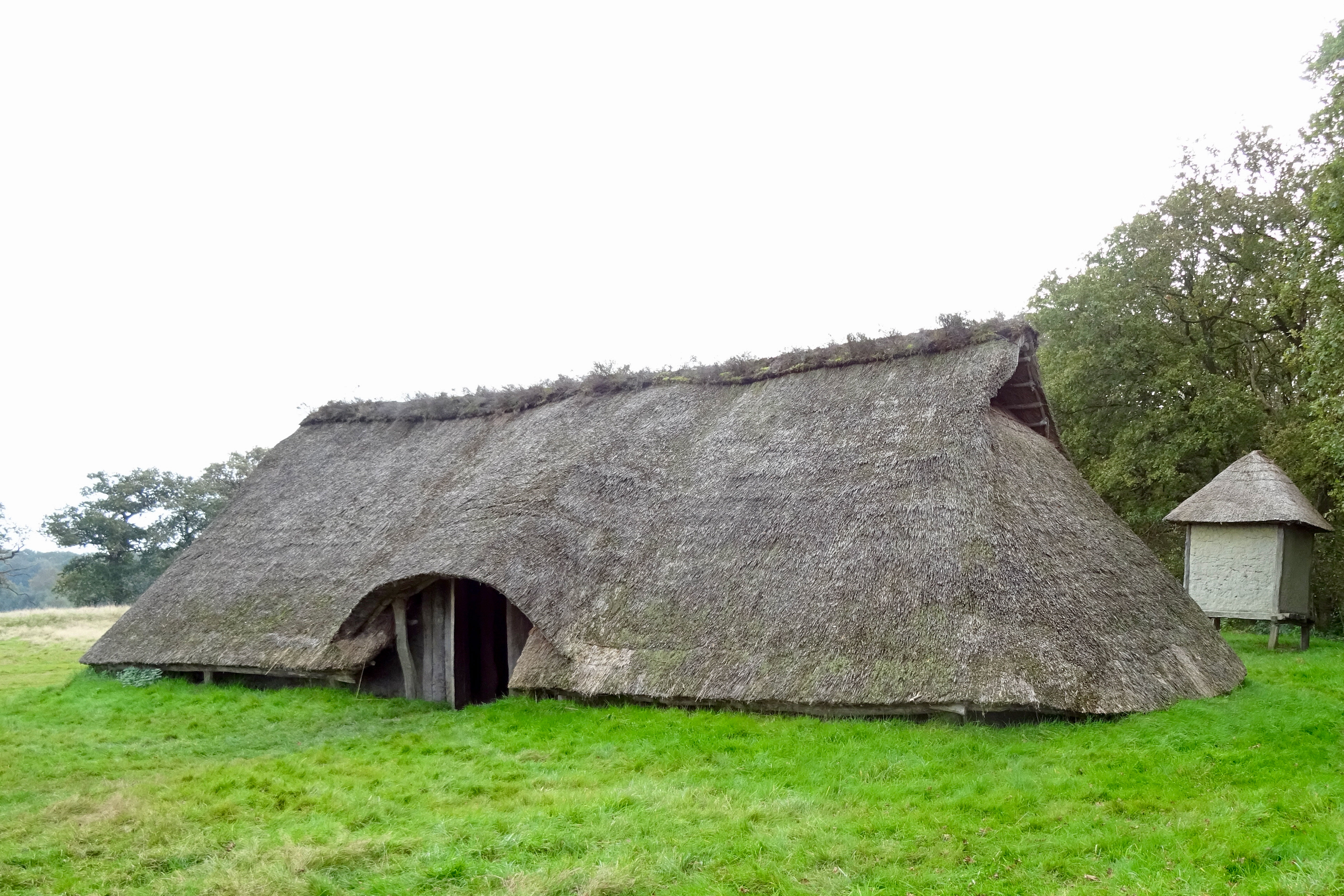
De ijzertijdboerderij met rechts een spieker

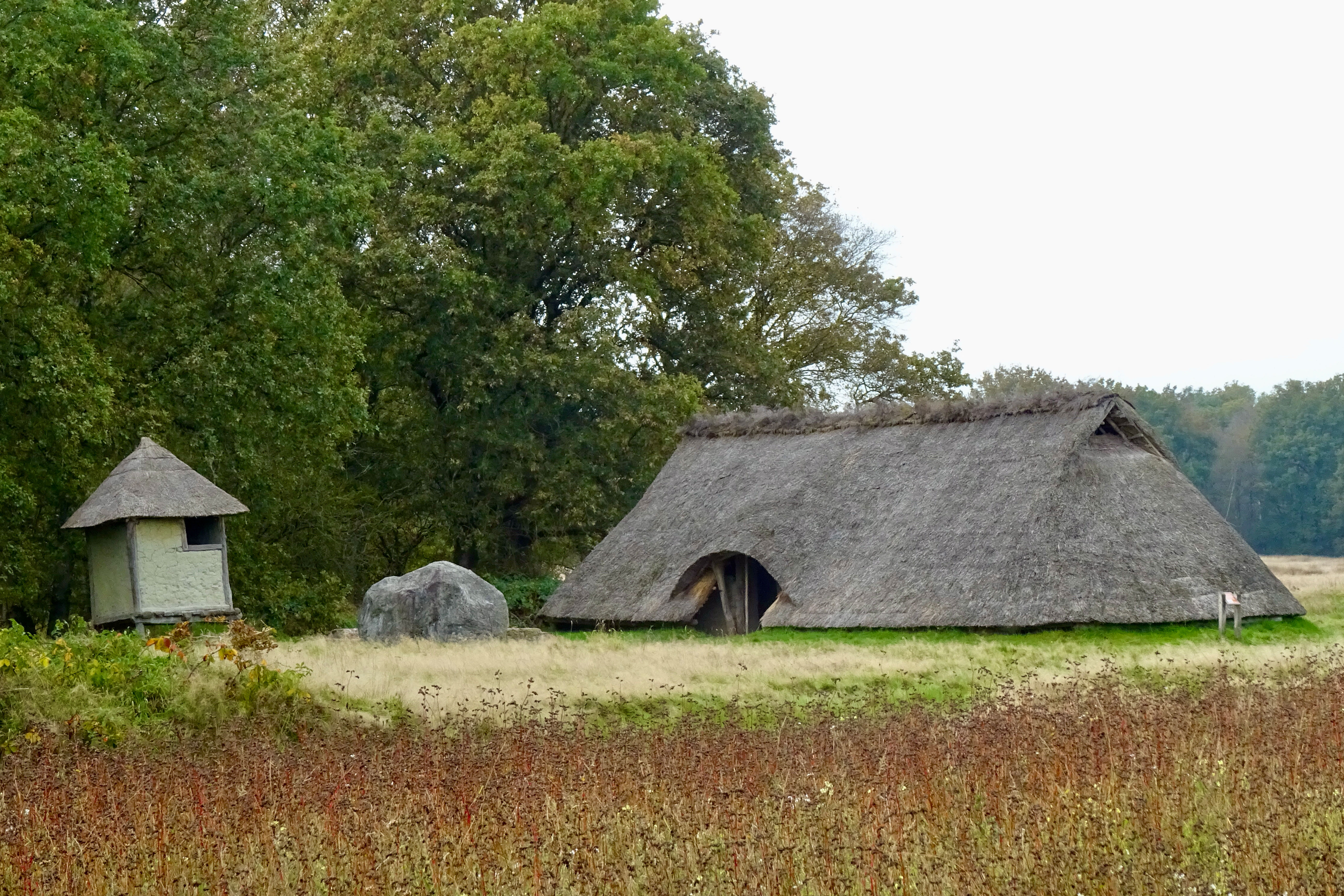
De ijzertijdboerderij met links een spieker

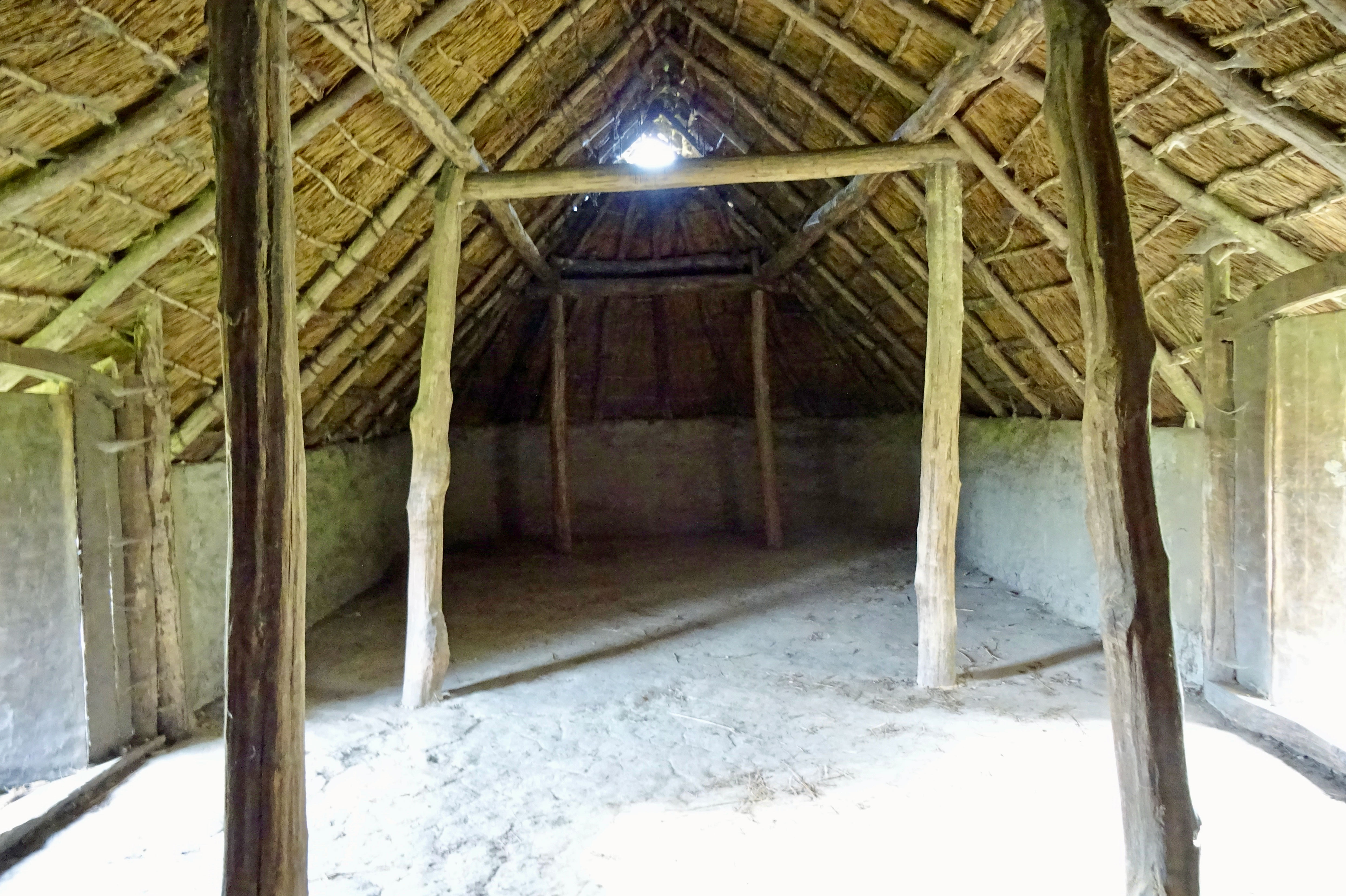
Interieur

De ijzertijdboerderij is een nagebouwde ijzertijdboerderij bij de Drentse plaats Orvelte in de Nederlandse gemeente Midden-Drenthe. De boerderij staat ten noordwesten van het dorp op het Reijntjesveld nabij de straat Kromboom.

## Geschiedenis
In de ijzertijd bevonden zich ten zuiden van Orvelte verschillende boerderijen met akkers.
In de jaren 1970 werden met opgravingen ten zuiden van het dorp sporen gevonden van boerderijen en akkers uit de ijzertijd.
Eind jaren 1970 werd er ten noordwesten van het dorp door archeologen de ijzertijdboerderij gebouwd, geïnspireerd op de vondsten van de opgravingen.
In 2002/2003 werd de boerderij door Staatsbosbeheer gerestaureerd.